# Stora Snesen
Stora Snesen är en sjö i Leksands kommun i Dalarna och ingår i Dalälvens huvudavrinningsområde. Sjön är 13,4 meter djup, har en yta på 6,55 kvadratkilometer och befinner sig 301,2 meter över havet.

## Delavrinningsområde
Stora Snesen ingår i det delavrinningsområde (672508-142991) som SMHI kallar för Utloppet av Stora Snesen. Medelhöjden är 311 meter över havet och ytan är 24,48 kvadratkilometer. Räknas de 10 avrinningsområdena uppströms in blir den ackumulerade arean 96,77 kvadratkilometer. Snöån (Mögsjöån) som avvattnar avrinningsområdet har biflödesordning 3, vilket innebär att vattnet flödar genom totalt 3 vattendrag innan det når havet efter 315 kilometer. Avrinningsområdet består mestadels av skog (51 procent) och sankmarker (12 procent). Avrinningsområdet har 7,13 kvadratkilometer vattenytor vilket ger det en sjöprocent på 29,1 procent.